# Tömörkény
Tömörkény – wieś i gmina położona w południowej części Węgier, w powiecie Csongrád, wchodzącego w skład komitatu Csongrád.